# Милка Форцан
Милка Форцан (Београд, 18. јун 1969) српска је менаџерка. Она је бивша потпредседница једне од највећих компанија у Србији, Делта холдинг корпорације.

## Биографија
Економски факултет је завршила у Београду, ишла је на усавршавање у Лондон.
У „Делти” је радила од 1992. до 2010. године.
Њена пословна каријера је добрим делом везана за Делта корпорацију. После неколико година рада постала је финансијска директорка огранка, потом директорка маркетинга и на крају потпредседница Делта холдинга.
Привредна комора Београда јој је 2005. године доделила награду „Менаџер године”, а 2006. године је одликована „Орденом Светог Саве” за допринос изградњи Храма Светог Саве.
Именована је у децембру 2012. године за члана управног одбора Народног позоришта у Београду.
У октобру 2024. године Милка Форцан на наговор Расима Љајића улази у привремену Радну групу ФК Партизан, задужена за маркетинг.
Удата је за Бранка Форцана.